# 举喙兰属
举喙兰属（学名：Seidenfadenia）是兰科的一属。

## 下属物种
本属包括以下物种：
- 棒叶指甲兰 Seidenfadenia mitrata (Rchb.f.) Garay